# ジャン＝ピエール・ベンバ
ジャン＝ピエール・ベンバ（Jean-Pierre Bemba、1962年11月4日 - ）は、コンゴ民主共和国の政治家。2003年から2006年まで、コンゴ民主共和国の副大統領を務めた。
2008年、国際刑事裁判所に人道に対する罪の容疑で起訴されたが、2018年6月控訴審で無罪判決が下った。

## 略歴
ベンバはコンゴ赤道州北部（後の北ウバンギ州）ボカダで生まれた。父親は当時のモブツ・セセ・セコ大統領に近い富裕な政商で、ベンバは父から事業を引き継ぎ、放送局などを経営する富豪となった。
モブツ政権が崩壊してから1年後の1998年、ウガンダの支援を受けて反政府勢力であるコンゴ解放運動 (MLC) を組織し、権力の空白ができていた生地の北ウバンギ州で武装蜂起。モブツの宮殿のあったバドリテを制圧し、ここに拠点を置いて武装闘争を展開した。MLCはコンゴ国内や北に隣接する中央アフリカ共和国の内戦で略奪や住民の虐殺を行った。
2002年にジョゼフ・カビラ大統領とコンゴ国内の各武装勢力との間に和平が成立すると、ベンバは4人の副大統領のうちの一人に就任した。しかし、閣内でベンバはカビラ大統領と激しく対立し、2006年の大統領選挙にベンバはカビラの対抗馬として出馬。ベンバは排外主義を煽り、東部出身でルワンダとつながりの深かったカビラを攻撃した。この主張は貧困層を中心にかなりの支持を集め、ベンバはカビラに肉薄。決選投票にもつれこんだ。この際、ベンバ派とカビラ派の間で選挙結果を巡って武力衝突が発生し、20人以上が死亡した。決選投票でベンバはカビラに敗れ、ベンバは開票の不正を訴えたものの、数日後に結果の受け入れを表明した。
しかし2007年、ベンバは私兵の解散に抵抗して武装蜂起し、敗れて亡命した。
2008年5月23日、国際刑事裁判所が人道に対する罪の容疑でベンバに対する逮捕状を公開。ベンバは滞在中のベルギーでベルギー警察により即座に逮捕された。
2018年6月控訴審で無罪判決が下った。